# خواکین ایبانز (بازیکن فوتبال، زاده ۱۹۹۶)
خواکین ایبانز (انگلیسی: Joaquín Ibáñez؛ زادهٔ ۵ سپتامبر ۱۹۹۶) بازیکن فوتبال اهل آرژانتین است.
از باشگاه‌هایی که در آن بازی کرده‌است می‌توان به باشگاه فوتبال لانوس اشاره کرد.
وی همچنین در تیم‌های ملی فوتبال Argentina national under-17 football team و زیر ۲۰ سال آرژانتین بازی کرده‌است.